# Sexual Eruption

«Sexual Eruption» (також, через цензуру, називається «Sensual Seduction») — сингл американського репера Snoop Dogg з дев'ятого сольного альбому Ego Trippin', що вийшов 20 листопада 2007 року на лейблі Geffen Records. Продюсером синглу став Shawty Redd. Репер Snoop Dogg використовував Auto-Tune для запису вокалу в треку. Стиль відео візуально посилається на стиль Роджера Траутмена. Сингл зайняв вищі позиції, ніж попередній сингл репера «Drop It Like It’s Hot», який вийшов 12 вересня 2004 року з альбому R&G (Rhythm & Gangsta): The Masterpiece.

## Про сингл
Спочатку Snoop Dogg почув сингл «Drifter», спродюсований атлантським продюсером Fatboi, і був готовий купити пісню. Кузен Snoop Dogg, репер і продюсер Daz Dillinger вів переговори про покупку пісні для Snoop Dogg. Даз, який був в добрих відносинах з Shawty Redd, добився домовленості, за якою Shawty погодився передати права на пісню, але також і запропонував зробити ексклюзивний трек для Snoop з подібним звучанням точно так само, як «Drifter». Daz також організував прослуховування, в той час, як Snoop здійснював поїздку по Джорджії. Shawty Redd не зміг прийти на зустріч, але пізніше казав про інструментал треку зі Snoop по телефону. Shawty був здивований, коли послухав записаний трек Snoop. Спочатку Redd не хотів використовувати ефект автотюну для вокалу. Коли завершальну версію треку записали, Shawty почав грати її в своєму місцевому клубі. Скоро пісня почала розповсюджуватися з початку жовтня 2007 року.

## Відеокліп
Відеокліп на «Sensual Seduction» був знятий Меліною та Стівеном Джонсонами і вийшов 28 листопада 2007 року на MTV. У відеокліпі Снупа присутнє ретро-обладнання вісімдесятих, з підтриманою клавіатурою, використовуючи ток-бокс. Це вдруге, коли Снуп зробив відео ретро-стилю. Першим був «Doggy Dogg World». MADtv спародіював це відео під назвою «Sensible Deduction», показуючи «Keegan-Michael Key» в ролі Снупа. Вийшла ремікс-версія цього відео під назвою «Wideboys Club Mix». Моделями у відео стали Джіна Чо, Євгена Вашингтон і Ненсі Оліварес. Також є друге музичне відео, на якому явно показані сцени статевих актів.

## Ремікси
Існують два офіційні ремікси на цю пісню. Перший ремікс має чисту версію треку Sensual Seduction, з участю Lil' Kim; другий ремікс містить дві версії пісні і називається Sensual Seduction (Fyre Department Remix) і Sexual Eruption (Fyre Department Remix) з участю шведської артистки Robyn; і перші, й треті версії треків Снупа використані для чистої версії треку цього реміксу; слово «сука» не було піддано цензурі. Також є інші, неофіційні, ремікси треку, з участю Чиказького репера Yung Berg, австралійського діджея Dirty South і британських діджеїв Wideboys. Є також неофіційний ремікс зі Skrillex під назвою Sexual Seduction. Ремікс під назвою The Art of Sensual Seduction не виходив офіційно, хоча став доступним в онлайн-магазинах, і ремікс, спродюсований Guary & Cleyton, вийшов під назвою «Seduccion Sensual».

## Версії синглу
- «Sexual Eruption» (Album Version)
- «Sensual Seduction» (Radio Edit)
- «Sensual Seduction» [Remix] з участю Lil' Kim (Official Remix #1)
- «Sensual Seduction» [Fyre Department Remix] з участю Robyn (Official Remix #2)
- «Sensual Seduction» (Wideboys Club Mix)
- «Sensual Eruption» DPG Mix з участю Kurupt і Daz
- «Sensual Eruption» (David Garcia & High Spies Remix)
- «Sensual Eruption» (Boys Noize Remix)
- «Sensual Eruption» (Dirty South Remix)
- «Sensual Seduction» [Solly Bmore Remix]
- «Sexual Eruption» [Simon Sez Remix] з участю Busta Rhymes
- «Sexual Eruption» [Instrumental]
- «Sexual Seduction» (Skrillex Remix)

## Позиції в чартах
За датою випуску сингл дебютував в Billboard Hot 100 під номером 76 і досяг піку під номером 7.
| Чарт (2008)                          | Пік позиція |
| ------------------------------------ | ----------- |
| Австралія (ARIA)                     | 5           |
| Австрія (Ö3 Austria Top 40)          | 40          |
| Бельгія (Ultratop 50 Flanders)       | 30          |
| Бельгія (Ultratip Wallonia)          | 2           |
| Канада (Canadian Hot 100)            | 52          |
| Чехія                                | 14          |
| Данія (Tracklisten)                  | 11          |
| Фінляндія (Suomen virallinen lista)  | 12          |
| Німеччина (Media Control Charts)     | 15          |
| Нідерланди (Dutch Top 40)            | 21          |
| Нова Зеландія (RIANZ)                | 10          |
| Словаччина                           | 75          |
| Швеція (Sverigetopplistan)           | 41          |
| Швейцарія (Schweizer Hitparade)      | 22          |
| Туреччина (Turkey Top 20 Chart)      | 1           |
| UK Singles (Official Charts Company) | 24          |
| U.S. Billboard Hot 100               | 7           |
| U.S. Billboard Hot Dance Club Play   | 1           |
| U.S. Billboard Hot R&B/Hip-Hop Songs | 5           |
| U.S. Billboard Rap Songs             | 10          |
| U.S. Billboard Pop Songs             | 19          |

1 Трек «The Fyre Department Remix», з участю Robyn, досяг піку під номером 4, тоді як оригінал досяг максимум позиції 55.

## Персонал кліпу
- Меліна, директор Black Dog Films
- Стівен Джонсон, продюсер
- Factory Features, ко-продюсер
- Омер Ганаї, різне
- Джарретт Фіжаль, видавець
- Baked FX, vfx[10]